# X 72500
Х 72500 — французский дизель-поезд компании Alstom. Производился в 1997—2002 годах. Всего было построено 117 поездов. По состоянию на 2011 год эксплуатируются все произведённые поезда. Был создан для замены устаревших X 2200.
Эксплуатируется во всей континентальной Франции.